# Ханза
Ханза (Ханзеатски савез или Ханзеатска лига) представља савез трговачких цехова, који је успоставио и одржавао трговачки монопол на Балтичком мору и већини северне Европе између  и  века.
Ханзеатска лига је основана 1358. Обим међународне трговине био је безначајан на Балтику до појаве Ханзеатске лиге. Немачки градови су током једног века задивљујућом брзином постигли доминацију трговином на Балтику. Либек је постао централни чвор у целој поморској трговини.

## Историја
Претечом Ханзе сматра се удружења трговаца из Келна у Лондону 1157. године. Порекло Ханзеатског савеза повезано је са оснивањем Либека 1158/1159. Војвода Саксоније Хенрик Лав је тада заузео то подручје од грофа Шауенберга и Холштајна. У целом Балтику догађали су се пиратски напади док су на копну били изузетно грабежљиви феудалци. Постојала је трговина на Балтику, тако да су морнари са Готланда пловили све до Великог Новгорода.
Ипак обим међународне трговине био је безначајан на Балтику до појаве Ханзеатске лиге. Немачки градови су током једног века задивљујућом брзином постигли доминацију трговином на Балтику. Либек је постао централни чвор у целој поморској трговини, која је повезивала подручја Северног мора и Балтичког мора. Током  века долази до климакса улоге Либека као најважнијег града Ханзеатског савеза.

## Оснивање
Либек је постао база немачких трговаца из Саксоније и Вестфалије у њиховом ширењу на исток и север. Ханза се први пут појављује као назив 1267. Много пре тога трговци су формирали цехове, са намером да тргују са прекоморским градовима, посебно у мање развијеном подручју источног Балтика. То подручје је обиловало воском, кожама, смолама и дрветом, а чак су раж и пшеница стизали баржама до Балтика из унутрашњости.
Визби је био водећи балтички центар пре Ханзе. Стотину година су Немци трговали под готландском заставом са Новгородом. Пловећи источно Визби је успоставио своју филијалу у Новгороду. Са повећањем броја трговаца успоставља се низ кључних градова на обали: Данциг (Гдањск), Ревал (Талин), Рига и Дорпат (Тарту). Сви они су отворени под Либечким законом. До оснивања Ханзеатске лиге 1358. реч Ханза није се користила на Балтику.
Ханзеатска друштва су деловала да добију специјалне трговачке повластице за своје чланове. Тако су нпр. трговци из Келна покушали да увере Хенрија II да им додели 1157. специјалне трговачке повластице, по којима се ослобађају свих лондонских дажбина и допушта им се да тргују ширем Енглеске. Либек је добио специјалну царску повластицу и постао је Царски Слободни Град 1227, једини такав источно од Лабе.
Либек је формирао 1241. савез са Хамбургом, који је контролисао трговину соли из Линебурга, где су били рудници соли 50 километара од Хамбурга. Либек и Хамбург су заједно контролисали трговину соли и рибе. Келн се придружује савезу та два града 1260. Краљ Енглеске Хенрик III даје Ханзи Либека и Хамбурга повељу за пословање у Енглеској. Келнска Ханза им се придружује 1282, па стварају најмоћнију Ханзеатску колонију у Лондону. Током следећих 50 година Ханза покрива и источне и западне трговачке правце разним врстама формалних уговора о сарадњи. Главни град је остао Либек. Прва општа скупштина Ханзе је одржана у Либеку 1356. То се сматра датумом службеног оснивања Ханзе.

## Ширење
Либек је имао одличан положај на Балтику, који му је омогућавао приступ трговини са Скандинавијом и Русијом. Либек постаје директан конкурент Скандинавцима, који су дотада контролисали већину балтичких трговачких путева.
Уговором са Визбијем престало је надметање Визбија и Ханзе, а Либечки трговци добијају приступ унутрашњој руској луци Великом Новгороду.
Формирали су се и други слични уговори у Светом римском царству. Ханзеатска лига никад није постала формална организација, чије су одлуке обавезивале чланове. Од 1356. скупштина ханзеатских градова састајала се нередовно, а одлуке нису биле обавезујуће. С временом мрежа је расла, тако да се дошло до савеза од 70 до 170 градова.
Ханзеатски савез успева да успостави додатне трговачка продајна седишта или конторе: Бриж (Белгија), Берген (Норвешка), Копенхаген и Лондон. Та трговачка продајна седишта (контори) постала су значајне енклаве. Лондонски контор настао је 1320. и значајно је израстао у затворену заједницу, која је имала властите робне куће, цркву, уреде, и куће.
Ханзеатска лига углавном је трговала дрветом, кожама, смолом, медом, пшеницом и ражи, које су долазиле са истока према Белгији и Енглеској. У другом смеру је ишао текстил и друга занатска роба. Метална рудача је долазила из Шведске.
Немачки колонисти су под строгим надзором Ханзе изградили бројне градове на Балтику, као што су:
- Ревал (Талин)
- Рига
- Дорпат (Тарту)

Многи од тих градова и данас имају ханзеатске зграде, које носе стил ханзеатских дана. Ливонија (данашња Летонија и Естонија) је имала властиту ханзеатску скупштину, а сви велики градови постали су чланови Ханзеатског савеза.

## Зенит
Седиште Ханзе се померило у Данциг (Гдањск). Други значајни чланови Ханзе су постали: Кракау (Краков), Кенигсберг (Калињинград), Торн (Торуњ), Елбинг (Елблаг).
Сви гардови Ханзеатског савеза започели би као независни градови или би добили независност помоћу колективног преговарања целог савеза. Таква независност је била ограничена. Градови у Немачкој, који су припадали Ханзеатском савезу били су директно у вазалном положају у односу на цара. Није било посредника. Током врхунца своје моћи у касном XIV веку трговци из Ханзиних градова успели су да помоћу своје економске моћи, а понекад и војне моћи утичу на царску политику. Трговачким путевима била је потребна заштита, па су Ханзинни бродови - коге - били добро наоружани.
Постепено је ратна морнарица Ханзе постала и средтво за обрачун са конкурентима. Тако је ханзеатска морнарица ушла у поморске битке, пре свега са Данском.
У првом сукобу са Данском 1362. године данска флота је код Хелсинборга победила бродове Ханзе које је предводио Витенберг. Међутим, већ 1368. године ојачана флота Ханзе наноси тежак пораз Данској, заузима градове Копенхаген и Хелсингер и до 1370. чак приморава краља Валдемара IV да напусти земљу. Штралзундским миром Ханза приморава данског краљ Валдемара IV да има право да потврђује данске краљеве, дозволу на 15% добити од трговине у Данској и трговачки монопол у Скандинавији (Споразум из Стралсунда 1370).
Водили су такође одлучну борбу против пирата између 1392. и 1402. године јер су се у том периоду осили пирати са свера - тзв. Витали или Ликенделери, наносећи велику штету трговини Ханзе. Ханза је била приморана да упути своју ратну флоту која је 1402. године након веома тешких борби успела да потпуно разбије пирате и чак ухвати њихово вођу Клауса Стертебекера који је био јавно погубљен.
Током Холандско-Ханзеатског рата (1438—1441) трговци из Амстрдама су успели да освоје слободан приступ Балтику и да тиме разбију Ханзин монопол.
Често је ексклузивни трговачки пут био скуп по Ханзу. Често би страни градови стављали многа ограничења на ханзину трговину, тако да би спречавали да Ханза директно тргује са локалним становништвом. Многи трговци и племићи би били и љубоморни на привилегије, које је уживала Ханза. Локални лондонски трговци су вршили велики притисак да се повуку повластице, које су дате Ханзи. Када је енглески краљ Едвард IV, и поред значајне финансијске подршке коју је од Ханзе добио током Ратова ружа, укинуо повластице Ханзи у енглеским лукама, Ханза је упутила јаку флоту пред енглеску источну обалу и пред том претњом је Едвард IV 1474. поново потврдио Ханзине привилегије.
Краљица Елизабета I је протерала 1597. Ханзу из Лондона.

## Пад Ханзеатске лиге
Економска криза крајем 14. века деловала је и на Ханзу. Поред тога појавили су се нови ривали у облику територијалних држава. 
- Пољска је победила Тевтонске витезове 1466.
- Иван III у Русији окончао је 1478. економску независност Новгорода.
- Нови начин кредитирања, потекао из Италије, почиње мењати Ханзин уобичајени начин плаћања помоћу сребрених новчића.
- холандски трговци агресивно и успешно потискују Ханзу

### Амстердам постаје центар трговине житом
Ханзеатски градови Пруске, Ливоније и Пољске подржавали су Холандију против главних градова Ханзе у северној Немачкој. После неколико поморских ратова Амстердам постаје водећа лука за пољско и балтичко жито од краја 14. века. Холанђани су сматрали трговину житом мајком свих трговина. Данска и Енглеска су неуспешно настојале да униште Холандију почетком 16. века.
Почетком 16. века Шведска постаје врло јака држава и преузима контролу над великим делом трговине на Балтику. Данска је преузела контролу над својом властитом трговином, контор у Новгороду се затворио, а контор у Брижу остаје готово без функције. Поједини градови Ханзеатског савеза у тим условима почињу да следе своје индивидуалне интересе. Политички ауторитет немачких кнежева је исто тако нарастао, па су ограничавали акције, које је Ханза још увек могла предузети.
После северног седмогодишњег рата између 1563. и 1570. године Ханза је своје место на Балтику препустила Шведској, а Тридесетогодишњи рат је докрајчио њену моћ. Преселили су контор из Брижа у Антверпен у покушају да нађу нове путеве. Међутим контур у Антверпену се затвара 1593, а контур у Лондону 1598. Задњи формални састанак Ханзе био је 1669. и на њему је присустволо само шест градова, али ипак поједине луке наставиле су сарадњу све до 1714. године. Либек, Хамбург и Бремен су се сматрали члановима Ханзе до 1862. године. У поморском праву Ханзе важиле су правне норме града Либека.